# Scaphites
La scafite (gen. Scaphites) è un mollusco cefalopode appartenente alle ammoniti. Al contrario della maggior parte delle ammoniti, presentava una conchiglia svolta. Visse tra il Cretaceo inferiore e quello superiore (tra 110 e 94 milioni di anni fa). I suoi resti si rinvengono in gran parte del mondo, ma in particolare in Europa (Inghilterra, Francia) e in Nordamerica.

## Descrizione
L'aspetto di questa piccola ammonite era decisamente curioso: la conchiglia era infatti parzialmente svolta, con una parte anteriore a forma di U. Lunga circa 5  centimetri, la conchiglia della scafite era spessa e rigonfia, dotata di una simmetria particolare. La forma generale è detta scafitoide (proprio dal nome di questo animale), e presentava i primi giri a spira strettamente ombelicata; i successivi giri, invece, erano svolti in un bastone leggermente ricurvo e, alla fine, si ripiegavano verso il punto di partenza.
L'ornamentazione di questa ammonite era costituita da coste fascicolate lisce o con nodi; la regione del bastone presenta un'ornamentazione meno fitta. La testa dell'animale, probabilmente, sporgeva dalla conchiglia con una notevole angolatura.

## Stile di vita
Come altre ammoniti del Cretaceo, la scafite presentava una forma regressiva, sia per quanto riguarda la despiralizzazione sia per le suture semplificate. A causa della forma particolare della conchiglia, sembra che questa ammonite non fosse in grado di esercitare un nuoto attivo: probabilmente riempiva d'acqua le varie camere per scendere o salire lungo la colonna d'acqua, conducendo un tipo di vita planctonico.

## Classificazione
È possibile che la scafite fosse strettamente imparentata ad altre ammoniti di aspetto più tradizionale, come Kosmoceras. Altre ammoniti svolte, di aspetto vagamente simile (Macroscaphites, Ancyloceras) potrebbero non essere state strette parenti della scafite. Tra le specie più note, da ricordare Scaphites equalis.